# 라인 뮤직

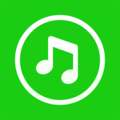

라인 뮤직(LINE Music)은 LINE이 2015년 5월 22일에 만든 소셜'과 '음악'을 결합한 서비스이다.
라인 뮤직은 현재 일본에서 서비스 되고있다.